# Algernon Charles Swinburne
Algernon Charles Swinburne (Londres, 5 de abril de 1837 – 10 de abril de 1909) fue un poeta y crítico literario inglés de la época victoriana próximo a la hermandad prerrafaelita, al decadentismo y al impresionismo. Su audaz poesía fue bastante controvertida en su época, debido a su irreligión pagana y los temas recurrentes del sadomasoquismo algolagniaco, la pulsión de muerte y el lesbianismo. De 1903 hasta su fallecimiento en 1909 fue un constante candidato al Premio Nobel de Literatura.

## Biografía

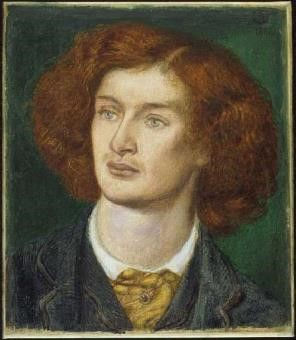
Algernon Charles Swinburne, 1862, por Dante Gabriel Rossetti.

Swinburne era de origen noble: nació en Grosvenor Place (Londres) del almirante Charles Henry Swinburne y de lady Henrietta Jane, hija del III.er conde de Ashburnham. Pasó su infancia en la casa de sus padres y abuelos en Bonchurch (isla de Wight) y también en la mansión que su abuelo, Sir John Swinburne, VI baronet (1762-1860), tenía en Capheaton Hall (Northumberland), provista de una famosa biblioteca. Sir John presidía la Sociedad Literaria y Filosófica de Newcastle upon Tyne y en sus recuerdos Swinburne recordaba con especial melancolía las cabalgadas con su pony por los contornos. Aunque su abuelo materno era el conde de Ashburnham quien más influyó en él fue el paterno, que nació en Francia y le inculcó las costumbres y el pensamiento propios de un aristócrata francés del Antiguo Régimen. Gracias a él y a su madre aprendió de niño a hablar y escribir el francés y el italiano, pues hizo la enseñanza primaria en Francia. Leyó entonces al poeta Víctor Hugo, a quien llegaría a conocer en París en 1882 y al que dedicó un ensayo. 
A los doce años fue enviado al internado de Eton (1849-53), donde comenzó a escribir poesía y ganó primeros premios en francés e italiano, y estudió de 1856 a 1860 en el Balliol College de la Universidad de Oxford, donde aprendió bien el latín y el griego, pero se fue sin un título en 1860. Durante su estancia en Oxford fue arrestado en 1859 por haber respaldado públicamente el intento de asesinato de Napoleón III por Felice Orsini.
En esa época tuvo una relación muy fuerte con su prima Mary Gordon, que lo dejó inconsolable cuando ella se casó. En Oxford conoció el movimiento prerrafaelita, y especialmente a Dante Gabriel Rossetti, con quien más tarde compartió una casa en Cheyne Row (Chelsea) durante un año y un poco menos con Meredith. Pero también conoció a William Morris y a Edward Burne-Jones, quien en 1857 pintó frescos sobre el ciclo artúrico en los muros de Oxford Union. En Italia encontró a Walter Savage Landor, y su común aprecio por los clásicos hizo del joven poeta un ferviente admirador de la obra de Landor, aunque el clasicismo de este no influyera en el estilo de Swinburne. En el período que fue de 1857 a 1860 Swinburne se convirtió en uno de los asiduos del salón o cenáculo intelectual de Lady Pauline Trevelyan en Wallington Hall. Y tras la muerte de su abuelo en 1860, se instaló con William Bell Scott en Newcastle. En 1861, Swinburne visitó Menton (Riviera francesa) para recuperarse de su abuso del alcohol, y se alojó en Villa Laurenti. Desde Menton Swinburne viajó a Italia, que recorrió casi enteramente. En diciembre de 1862 acompañó a Scott y a sus invitados en un viaje a Tynemouth, y en sus memorias Scott refiere que, paseando a la orilla del mar, Swinburne declamó su poema inédito "Himo a Proserpina / Hymn to Proserpine"
En 1865 llamó la atención con el drama en verso Atalanta en Calydon. El primer volumen de los Poemas y baladas desencadenó un escándalo literario en 1866, especialmente por la representación del erotismo sadomasoquista. En octubre de 1868, Guy de Maupassant salvó la vida del poeta en la costa de Étretat (Normandía), cuando se había quedado atrapado nadando en alta mar.
Es considerado como un poeta decadente, aunque probablemente se dedicaba más a predicar el vicio que a practicarlo, hecho que Oscar Wilde comentó con bastante acritud. Muchos de sus poemas tempranos, aún admirados, evocan la fascinación victoriana por la Edad Media y algunos de ellos son explícitamente medievales en cuanto a su estilo, tono y construcción, entre ellos, "The Leper / El leproso", "Laus Veneris / Elogio de Venus", y "Saint Dorothy / Santa Dorotea". Otros están poderosamente imbuidos de una cierta pulsión de muerte, como el "Himno a Proserpina" y "El jardín de Proserpina". Renovó el estilo y el lenguaje poético victorianos de forma radical introduciendo variaciones tonales, ritmos, aliteraciones, rimas internas, sinestesias y un acendrado primitivismo pagano. Trató muchos temas tabú o intocables, como el lesbianismo, el canibalismo, el sadomasoquismo y el ateísmo. Muchos de sus poemas comparten los motivos comunes del océano, el tiempo y la muerte. Varios personajes históricos aparecen en sus poemas, como Safo ("Sapphics"), Jesús ("Himno a Proserpina") y Catulo ("A Catulo").
Frecuentaba el salón del apóstol de Cambridge Monckton Milnes, propietario de una de las mayores bibliotecas privadas de Inglaterra en cuatro idiomas, pero también de la mayor colección de literatura erótica del país; allí conoció al gran erudito y pornógrafo Richard Francis Burton, con quien entabló amistad. 
Swinburne era una extraña mezcla de fragilidad y fuerza física. De pequeña estatura, fue sin embargo el primero en escalar el Culver Cliff en la isla de Wight. Su carácter era bastante excitable y algunos lo describían como demoníaco. Una o dos veces tuvo crisis en público, quizá de naturaleza epiléptica. Era alcohólico y como resultado de todo ello se resintió su salud. En 1867, Swinburne conoció a su héroe Giuseppe Mazzini, que vivía en el exilio en Inglaterra y le inspiró los Cantos antes del alba. 
A causa del alcohol sufrió un colapso en 1879 y su amigo el crítico Theodore Watts-Dunton (1832-1914), lo persuadió para que viviese con él en una casa en Putney (Londres), donde residió hasta su muerte, volviéndose progresivamente sordo. Sus últimos trabajos se orientaban cada vez más a la filosofía y a la crítica literaria: tres monografías sobre Shakespeare (1880), Víctor Hugo (1886) y Ben Jonson (1889) y agudos ensayos críticos sobre William Blake, Charles Dickens y las hermanas Brontë, y para la Enciclopedia Británica artículos sobre María Estuardo, William Congreve, John Keats, Walter Savage Landor y Víctor Hugo. Falleció de gripe en 1909 y fue enterrado junto a sus padres en Bonchurch, en la isla de Wight, donde había pasado gran parte de su infancia.

## Importancia literaria
Su vocabulario, rima y metro hacen de él, sin duda, uno de los mejores poetas del idioma inglés, con un oído insuperable para el ritmo. En él influyeron los parnasianos y los prerrafaelistas. Su obra fue muy popular entre los estudiantes universitarios de Oxford y Cambridge. En cuanto a sus manifestaciones poéticas de liberalismo, expresas en poemas como el consagrado a Mazzini, que no carecen de cierta grandeza, no poseen arraigo suficiente en las realidades de la vida y a veces caen en el pesimismo y en el nihilismo, porque no encuentra respuestas satisfactorias a los interrogantes fundamentales de la existencia. Swinburne cree que el hombre no tiene más vida que la terrena y una sola oportunidad para lograr la plenitud de su ser; por tanto conviene que las metas de la evolución moral se alcancen aquí y ahora. Su doctrina no es exactamente materialista, ya que se ampara en una especie de credo de fe y esperanza, pero no admite una interpretación espiritual del universo y una orientación providencialista de la vida. Para él Dios es una creación de la mente humana, una expresión del alma común e impersonal del hombre. Como afirma Esteban Pujals, una característica de Swinburne es que su inteligencia e imaginación son mucho más vigorosas que sus sentimientos. Por consiguiente, uno de sus principales defectos como poeta es su falta de participación personal en los sentimientos más íntimos de la humanidad.
Su poesía se critica por usar un lenguaje demasiado florido y por su hermetismo. No obstante, la primera serie de los Poemas y baladas, y su Atalanta en Calidón, nunca han perdido el favor de la crítica. Por desgracia para Swinburne, publicó estas dos obras cuando casi tenía treinta años, y lo establecieron rápidamente como el primer poeta de Inglaterra, el sucesor de Alfred Tennyson y Robert Browning. Su poesía perdió vigor posteriormente, pero así fue considerado por el público hasta su muerte, aunque un crítico tan refinado (y poeta él mismo) como A. E. Housman opinaba, con o sin razón, que el trabajo de ser uno de los más grandes poetas ingleses lo superaba. 
Swinburne pudo haberse sentido así él mismo. Era muy inteligente y en su madurez, un crítico eminente, profundo, muy respetado, y creía que cuanto mayor fuera un hombre, más cínico y menos confiado se hacía. Probablemente fue uno de los primeros en no confiar en nadie mayor de treinta años. Esto, por supuesto, le creó problemas después de superada esa edad. 
La poesía posterior a Poemas y baladas se dedica más a la política y la filosofía. No abandona completamente la poesía amorosa, pero es menos escandaloso. Su versificación, y especialmente su técnica rítmica, se mantiene magistral hasta el fin; inventó, inspirándose en el rondeau o rondó francés, la estrofa inglesa conocida actualmente como roundel.

## Obras

### Teatro en verso
- The Queen Mother / La reina madre (1860).
- Rosamond / Rosamunda (1860).
- Chastelard (1865).
- Atalanta in Calydon / Atalanta en Calidón (1865). Drama lírico. Recibida con entusiasmo.
- Bothwell (1874).
- Erechteus (1876). Drama lírico.
- Mary Stuart / María Estuardo (1881)
- Marino Faliero (1885)
- Locrine (1887)
- The Sisters (1892)
- Rosamund, Queen of the Lombards / Rosamunda, reina de los lombardos (1899)

### Lírica
- Poems and Ballads / Poemas y baladas, I 1866. Esta obra fue una de las más controvertidas. Fue violentamente atacada como inmoral.
- Poems and Ballads, Second Series / Poemas y baladas, II 1878.
- Poems and Ballads, Third Series / Poemas y baladas, III 1889.
- Songs before Sunrise / Cantos antes del alba, 1871). Elogio de la unificación de Italia.
- Songs of Two Nations (1875)
- Songs of the Springtides (1880)
- Studies in Song (1880)
- The Heptalogia, or the Seven against Sense. A Cap with Seven Bells (1880)
- Tristram of Lyonesse (1882)
- A Century of Roundels (1883)
- A Midsummer Holiday and Other Poems (1884)
- Astrophel and Other Poems (1894)
- The Tale of Balen (1896)
- A Channel Passage and Other Poems (1904)

### Ensayo
- William Blake: A Critical Essay (1868, nueva ed. 1906)
- Under the Microscope (1872)
- George Chapman: A Critical Essay (1875)
- Essays and Studies (1875)
- A Note on Charlotte Brontë (1877)
- A Study of Shakespeare / Estudio sobre Shakespeare (1880).
- A Study of Victor Hugo (1886)
- A Study of Ben Jonson (1889)
- Studies in Prose and Poetry (1894)
- The Age of Shakespeare / La época de Shakespeare (1908).
- Shakespeare (1909)

### Narrativa
- Tristram of Lyonesse (1882). Cuenta la leyenda de Tristán e Isolda. También se incluye en la lírica.
- Lesbia Brandon (novela erótica inédita publicada en 1952).

### Compilaciones
- The poems of Algernon Charles Swinburne, 6 vols. London: Chatto & Windus, 1904.
- The Tragedies of Algernon Charles Swinburne, 5 vols. London: Chatto & Windus, 1905.
- The Complete Works of Algernon Charles Swinburne, ed. Sir Edmund Gosse and Thomas James Wise, 20 vols. Bonchurch Edition; London and New York: William Heinemann and Gabriel Wells, 1925-7.
- The Swinburne Letters, ed. Cecil Y. Lang, 6 vols. 1959-62.